# Heribert Barrera i Costa
Heribert Barrera i Costa (Barcelona, 6 de juliol de 1917 - Barcelona, 27 d'agost de 2011) va ser un polític i químic català, membre d'Esquerra Republicana de Catalunya i primer president del restaurat Parlament de Catalunya des del 1980 fins al 1984 (el setè des de la seva constitució). Era fill de Martí Barrera i Maresma, diputat al Parlament de Catalunya i conseller de la Generalitat de Catalunya i de Purificació Costa i Lloret. Va dedicar la seva vida a la lluita per la República Catalana i els drets i llibertats de Catalunya i va ser un referent per a l'independentisme català.

## Trajectòria política

### Joventut republicana
Heribert Barrera començà la carrera política quan entrà a formar part, l'any 1934, de la Federació Nacional d'Estudiants de Catalunya i del Bloc Escolar Nacionalista. L'any següent ingressà a les Joventuts d'Esquerra Republicana de Catalunya.
A finals de 1937, durant la Guerra Civil Espanyola s'allistà com a voluntari a l'Exèrcit Republicà, lluitant com a soldat d'artilleria als fronts d'Aragó i del Segre. El 1939 s'exilià, recaient en el camp de concentració d'Argelers, on va estar una setmana, fins que va ser rescatat per mediació de Pere Bosch i Gimpera, passant a Narbona, on va estar-s'hi un mes, i d'allà a Montpeller.
Ja a l'exili, s'afirma que participa en la resistència col·laborant amb la xarxa Louis Brun de resistència i evasió, però no hi ha cap prova que ho corrobori, i el 1946, de la Federació Nacional d'Estudiants de Catalunya de la que fou Secretari General aquell any.
L’any 1941, la mare, Purificació Costa i Lloret, i les germanes, Angelina i Rosa Maria, van tornar a Barcelona sense ser molestades El 1949 es casà amb Renée Mestrallet.
El 1952 torna a Catalunya i assumí el lideratge a l'interior d'Esquerra Republicana de Catalunya a la clandestinitat, que havia quedat molt malmesa des de les detencions de 1946 i 1947, quan estava articulada al voltant de Miquel Ferrer, Manuel Juliachs, Pere Puig, Pau Ris, Joan Rodríguez, Jaume Serra i Josep Subirats.

### La transició
Un cop tornat a Catalunya des de 1952, el 1968 veia amb preocupació el rol preponderant del PSUC i el MSC en la lluita antifranquista. Com molts altres polítics d'esquerra, va entrar al Reagrupament Socialista i Democràtic de Catalunya de Josep Pallach el novembre de 1974, tot i que va acabar abandonant el projecte per les reticències generades a les bases del seu partit, ERC. Aquesta va escollir-lo secretari general el 1976, càrrec que aniria renovant fins al 1987. Però com que el partit no havia estat legalitzat pel govern de Suárez, es va haver de presentar a les primeres eleccions democràtiques del 1977 en una estranya coalició entre ERC, el Partit del Treball i algunes persones del Front Nacional de Catalunya, esdevenint diputat al Congrés dels Diputats espanyol. Com a participant de la conseqüent Assemblea de Parlamentaris, Barrera va rebutjar qualsevol pacte amb el govern espanyol si prèviament no es restaurava l'Estatut de Catalunya del 1932 i retornava el govern republicà a l'exili del president Tarradellas; una posició que ja havia defensat anys abans. Més endavant va discrepar públicament de l'avantprojecte del que seria el nou Estatut del 1979, però finalment el va votar a favor.

### Política catalana
El 1980 va esdevenir diputat al Parlament de Catalunya –lloc que mantindria fins al 1988– encapçalant les llistes d'ERC, que va aconseguir uns sorprenents 14 diputats. A més, el 10 d'abril de 1980 fou escollit com a president del Parlament de Catalunya durant la primera de les dues legislatures (1980-1984) (motiu pel qual abandonà l'escó al Congrés assolit el març del 1979); fou el primer president del Parlament restaurat i el setè des que el parlament fou constituït el 1932. En aquest càrrec va actuar amb una estricta funció d'àrbitre parlamentari, ressemblant la honestedat mostrada també pel seu propi pare. El 1988 va renunciar a dirigir ERC, passant a una funció més simbòlica com a president del partit fins al 1995. Posteriorment, fou elegit parlamentari europeu (1991-1994) de la coalició formada per ERC, Eusko Alkartasuna i el Partit Nacionalista Gallec.
L'any 2000 va ser guardonat amb la Medalla d'Honor del Parlament de Catalunya.
El 2001 es va publicar el llibre Què pensa Heribert Barrera? en el qual feia unes declaracions controvertides dient que la immigració feia perillar el futur de Catalunya; membres d'ERC com Josep Lluís Carod Rovira o Jordi Pujol van desmarcar-se dels seus postulats xenòfobs, els quals el mateix Barrera va moderar en entrevistes posteriors. L'any 2009, Barrera va expressar públicament el seu allunyament de les posicions de la direcció del seu partit, ERC, per mitjà d'un article publicat el 20 de maig a l'Avui titulat Oportunitat i viabilitat de la proposta de Joan Carretero. En aquest article, l'històric dirigent d'ERC, considerava "oportuna i viable" la proposta que l'exconseller de Governació, Joan Carretero, va formular en un article al mateix diari publicat el 18 d'abril de 2009 titulat Patriotisme i dignitat, la qual va desencadenar que la direcció obrís expedient a Carretero i el suspengués de militància. De fet, Barrera donà suport al partit que encapçalà aquest darrer, Reagrupament Independentista, tot i que mai deixà de militar a ERC. El 10 de juliol de 2010, Barrera va encapçalar la manifestació "Som una nació. Nosaltres decidim" juntament amb els altres presidents i ex-presidents de la Generalitat i del Parlament encara vius llavors (José Montilla, Pasqual Maragall, Jordi Pujol, Ernest Benach i Joan Rigol).

## Trajectòria professional
Barrera es estudià ciències químiques per la Universitat de Barcelona. El 1939 en exiliar-se a França, només rebé la convalidació dels estudis de batxillerat, i va iniciar de nou els estudis universitaris, obtenint les llicenciatures de Matemàtiques i Enginyeria química a la Universitat de Montpeller, i després es va doctorar a la Sorbona (París) en ciències físiques. Entre 1948 i 1951 fou professor a la Universitat de Montpeller. Fou professor ajudant i encarregat del curs d'electroquímica a la Facultat de Ciències; també fou agregat de recerques del Centre Nacional de la Recerca Científica de França, i becari postdoctoral a la Universitat de Nou Hampshire.
El 1952, quan torna a Catalunya, es negà a signar els obligats Principios Fundamentales del Movimiento fet que l'impedeix exercir de professor a la Universitat de Barcelona, i va treballar la indústria química fins al 1959, que rep una beca d'estudis postdoctorals i durant un any estudià i investigà a la Universitat de Nou Hampshire.
Va tornar a Catalunya el 1968 per treballar de professor de química a la Universitat Autònoma de Barcelona, i el 1969 torna als Estats Units per treballar en una enginyeria americana. Fou contractat com a catedràtic de Química Inorgànica a la UAB l'any 1970, on exerceix fins al seu retir l'any 1984.
Barrera va ser autor de nombrosos articles científics en revistes internacionals, així com d'articles polítics a la premsa catalana i internacional. Fou guardonat, el 1949 amb el premi Prat de la Riba de l'Institut d'Estudis Catalans pel seu treball Noves contribucions a la síntesi d'àcids arilalifàtics i a la teoria de l'acilació intramolecular.
Fou responsable de l'àrea de química teòrica de la Gran Enciclopèdia Catalana. Fou president de la Societat Catalana de Ciències Físiques, Químiques i Matemàtiques, entre 1976 i 1978, i de la secció de ciències de l'Institut d'Estudis Catalans, de la qual esdevingué posteriorment membre emèrit. També era membre d'institucions científiques estrangeres, com la Societat Química de França i la Societat Química Americana.

## Trajectòria cívica

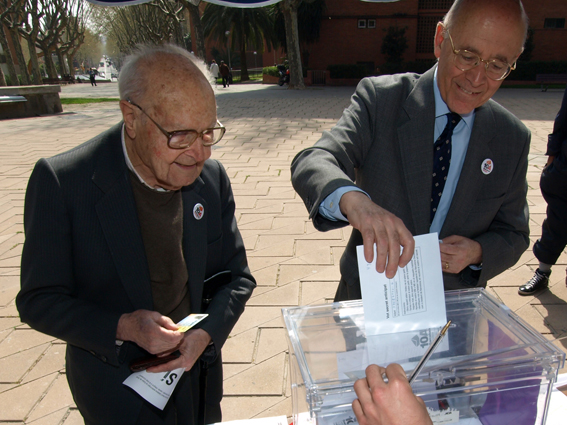
Els presidents Barrera i Rigol votant a Nou Barris durant les consultes sobre la independència de Catalunya l'any 2011.

Tingué una activitat molt intensa a la societat catalana: Entre els anys 1977 i 1979 Barrera fou membre del Consell Català del Moviment Europeu. Fou president del Club d'Amics de la Unesco de Barcelona, president (1989-1997) i president d'honor de l'Ateneu Barcelonès i president de l'Associació d'Antics Diputats al Parlament de Catalunya (1997-2003). Els darrers anys, va ser membre del consell consultiu d'Òmnium Cultural. El juliol de 2012 li fou atorgada la Medalla d'Or de l'Ajuntament de Barcelona a títol pòstum. El 18 de setembre de 2012 se li concedí la Medalla d'Or de la Generalitat de Catalunya a títol pòstum.
Va morir el 27 d'agost de 2011 a l'Hospital de Barcelona i va ser enterrat al Cementiri de Reus.

### Crítiques
Al final de la seva vida pública, Barrera va fer diverses manifestacions públiques controvertides on alguns hi van veure un caràcter xenòfob. En aquestes posicionà a favor de l'esterilització dels disminuïts mentals d'origen genètic, i advertia sobre els perills de la immigració i la presència d'estrangers a Catalunya.
L'any 2012 l'Ajuntament de Barcelona governat per Xavier Trias li concediria la medalla d'or de la ciutat amb els vots favorables de PSC i ICV però el 23 de setembre de l'any 2020 el PSC, Barcelona en Comú, PP i Ciutadans li retirarien. El ple en què se li retirava la medalla hagué de repetir-se perquè en la proposta de Manuel Valls, aquest s'equivocà i escrigué el nom d'Heribert Barrera i López en comptes d'Heribert Barrera i Costa.

## Fons personal
El fons documental de l'ex-president del Parlament de Catalunya va ingressar a l'Arxiu Nacional de Catalunya el 2022, després de ser adquirit el Departament de Cultura. Segons el Departament, fou una operació delicada perquè el fons estava en circuits de mercat. El fons té un volum 1,2 metres i està format principalment per la correspondència de Barrera entre 1940 i 1980. Inclou 308 cartes de 67 corresponsals, 111 fotografies i 32 monografies i 57 exemplars de revistes publicades a l'exili.